# Calliostoma hayamanum
Calliostoma hayamanum is een slakkensoort uit de familie van de Calliostomatidae. De wetenschappelijke naam van de soort is voor het eerst geldig gepubliceerd in 1971 door Kuroda & Habe, 1971 in Kuroda, Habe & Oyama.